# Степченко, Владимир Афанасьевич
Владимир Афанасьевич Степченко (бел. Уладзімір Апанасавіч Сцепчанка; 20 августа 1920, Моховая — 15 декабря 1996) — председатель колхоза «Новое Полесье» Лунинецкого района Брестской области, партийный и общественный деятель. Герой Социалистического Труда (1966).
Депутат Верховного Совета СССР 8-го созыва.

## Биография
Родился в деревне Моховая Рогачёвского повета Гомельской губернии (ныне — Рогачёвского района Гомельской области).
Участник Великой Отечественной войны в 1941—1944 гг., лейтенант, пом. командира батальона по техчасти.
В 1944—1949 гг. учился в высшей партийной школе в Минске.
- 1949—1954 гг. секретарь Лунинецкого РК КП Белоруссии
- 1954—1956 гг. секретарь Давид-Городокского РК КП Белоруссии
- 1956—1959 гг. председатель Ленинского райисполкома Гродненской области.

С 1959 года председатель колхоза «Новое Полесье» в деревне Любань Лунинецкого района Брестской области.
Депутат Верховного Совета СССР 8-го созыва (1970—1974).

## Трудовые успехи
В 1969 году получена урожайность (ц/га):
- зерновые — 29 (1360 га)
- картофель — 228 (250 га)
- сахарная свёкла — 265 (100 га).

## Награды и звания
- Герой Социалистического Труда (23.6.1966) — за успехи в производстве и заготовках сельскохозяйственных продуктов.

- Орден Ленина (1966)
- Орден Трудового Красного Знамени
- Орден Красной Звезды
- Орден Отечественной войны I степени (1985)
- Медаль «За доблестный труд в Великой Отечественной войне»
- Медаль «За победу над Германией в Великой Отечественной войне»
- Медаль «Серп и Молот» (1966)
- Медаль «В ознаменование 100-летия со дня рождения В. И. Ленина» («За доблестный труд»)
- Медали ВСХВ и ВДНХ
- Почётная грамота Верховного Совета БССР (1970)

## Память
В деревне Любань именем Степченко названа улица.